# 帝国广场 (里斯本)

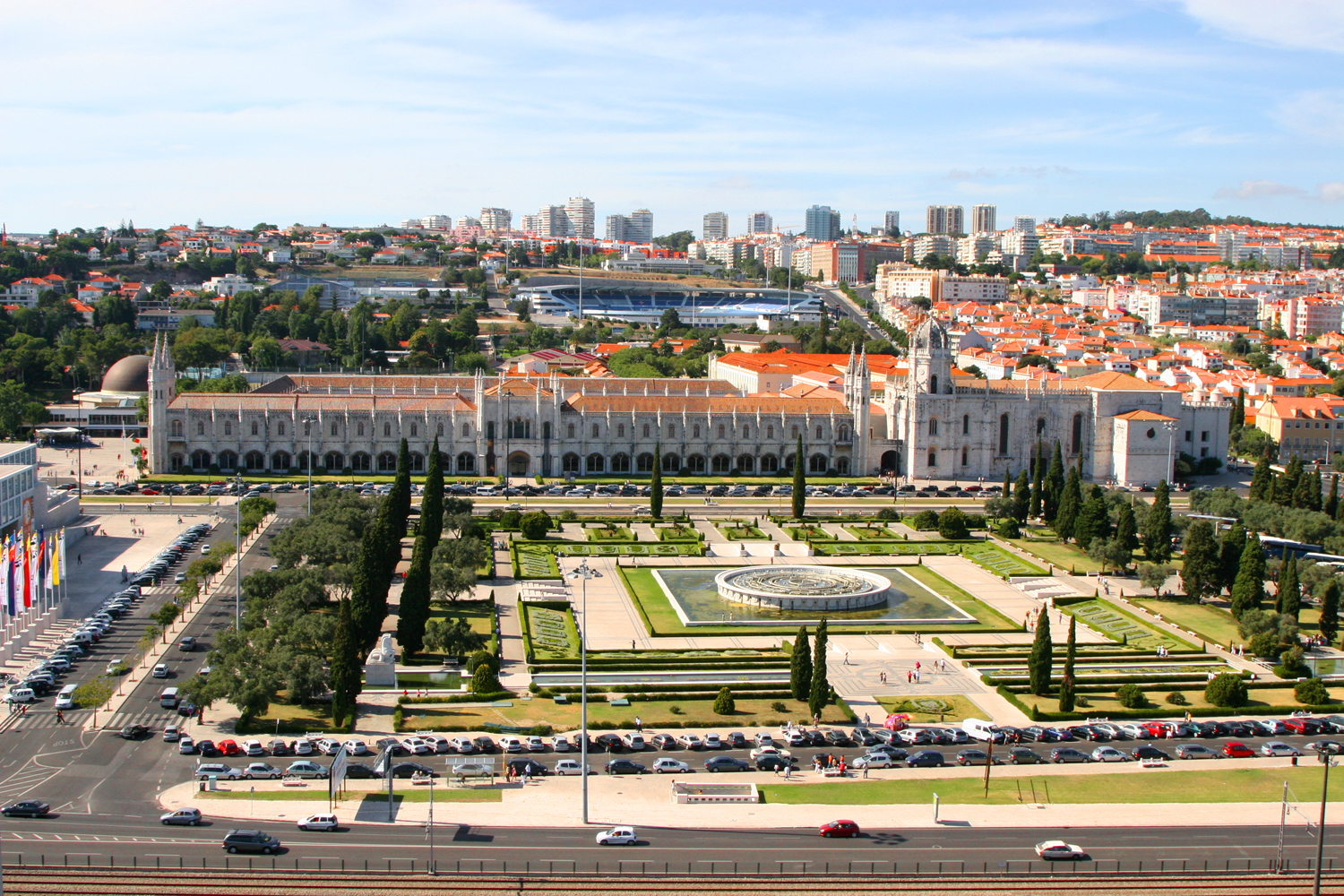
帝国广场

帝国广场（葡萄牙语：Praça do Império）是葡萄牙首都里斯本的一个广场，面积为280乘280米，加上毗邻区域，是伊比利亚半岛最大的广场，也是欧洲最大的广场之一。
广场周围是圣哲罗姆派修道院和贝伦文化中心。广场中心是3300 m²的花园和大型喷泉。
这个广场是为了纪念葡萄牙帝国，1940年为葡萄牙语世界博览会而兴建。